# Улица Северная подстанция (Ярославль)
У́лица Северная подстанция — улица в центральной части города Ярославля, пролегающая от улицы Лизы Чайкиной до въезда на территорию Северной подстанции.

## История
Северная подстанция Ярославской электростанции напряжением 110 тысяч вольт была введена в строй в 1932 году и стала одной из главных подстанций энергосистемы Ярославля. В наши дни на ее территории находится Музей энергетики Ярэнерго..
Тогда же, в 30-е годы при Северной подстанции появился посёлок для её сотрудников, позже преобразованный в городскую улицу.
Дома № 1, 3, 4 (деревянные бараки 1934 и 1938 года постройки) снесены в 2005—2015-х годах. Дом №7 снесён в 2023 году.

## Здания и сооружения
- № 2 — пятиэтажный многоквартирный жилой дом на 90 квартир, построенный в 1961 году.
- № 5, 6 — индивидуальные жилые дома, построенные в 1950-х годах.
- № 9, 9 корпус 1 — электрическая подстанция «Северная», Музей истории Ярославской энергосистемы
- Памятник 57-и работникам Ярославских энергетических сетей, погибших на фронтах Великой Отечественной войны[5]